# Innan Glyvur
Innan Glyvur település Feröer Eysturoy nevű szigetén. Közigazgatásilag Sjóv községhez tartozik. A Skálafjørður nyugati partján található.

## Történelem
A falut 1884-ben alapították.

## Népesség
| Év              | Lakosság |
| --------------- | -------- |
| 1986. január 1. | 37       |
| 1991. január 1. | 67       |
| 1996. január 1. | 66       |
| 2001. január 1. | 75       |
| 2006. január 1. | 85       |

## Közlekedés
Innan Glyvurból észak felé Skálabotnur, dél felé Strendur érhető el közúton. A települést érinti a 480-as buszjárat.

### Külső hivatkozások
- faroeislands.dk – fényképek és leírás (angol)
- Innan Glyvur, Visit Eysturoy (feröeri, angol)
- Innan Glyvur, fallingrain.com (angol)